# Phaeoparia depressicornis
Phaeoparia depressicornis är en insektsart som först beskrevs av Bruner, L. 1907.  Phaeoparia depressicornis ingår i släktet Phaeoparia och familjen Romaleidae. Inga underarter finns listade i Catalogue of Life.